# Yuki Oshitani
Yuki Oshitani (押谷 祐樹 Oshitani Yuki?), född 23 september 1989 i Shizuoka prefektur, är en japansk fotbollsspelare.
Oshitani började sin karriär 2008 i Júbilo Iwata. 2009 blev han utlånad till FC Gifu. Han spelade 77 ligamatcher för klubben. Han gick tillbaka till Júbilo Iwata 2012. 2013 flyttade han till Fagiano Okayama. Han spelade 141 ligamatcher för klubben. Efter Fagiano Okayama spelade han för Nagoya Grampus och Tokushima Vortis.